# Arrondissement Saint-Raphaël

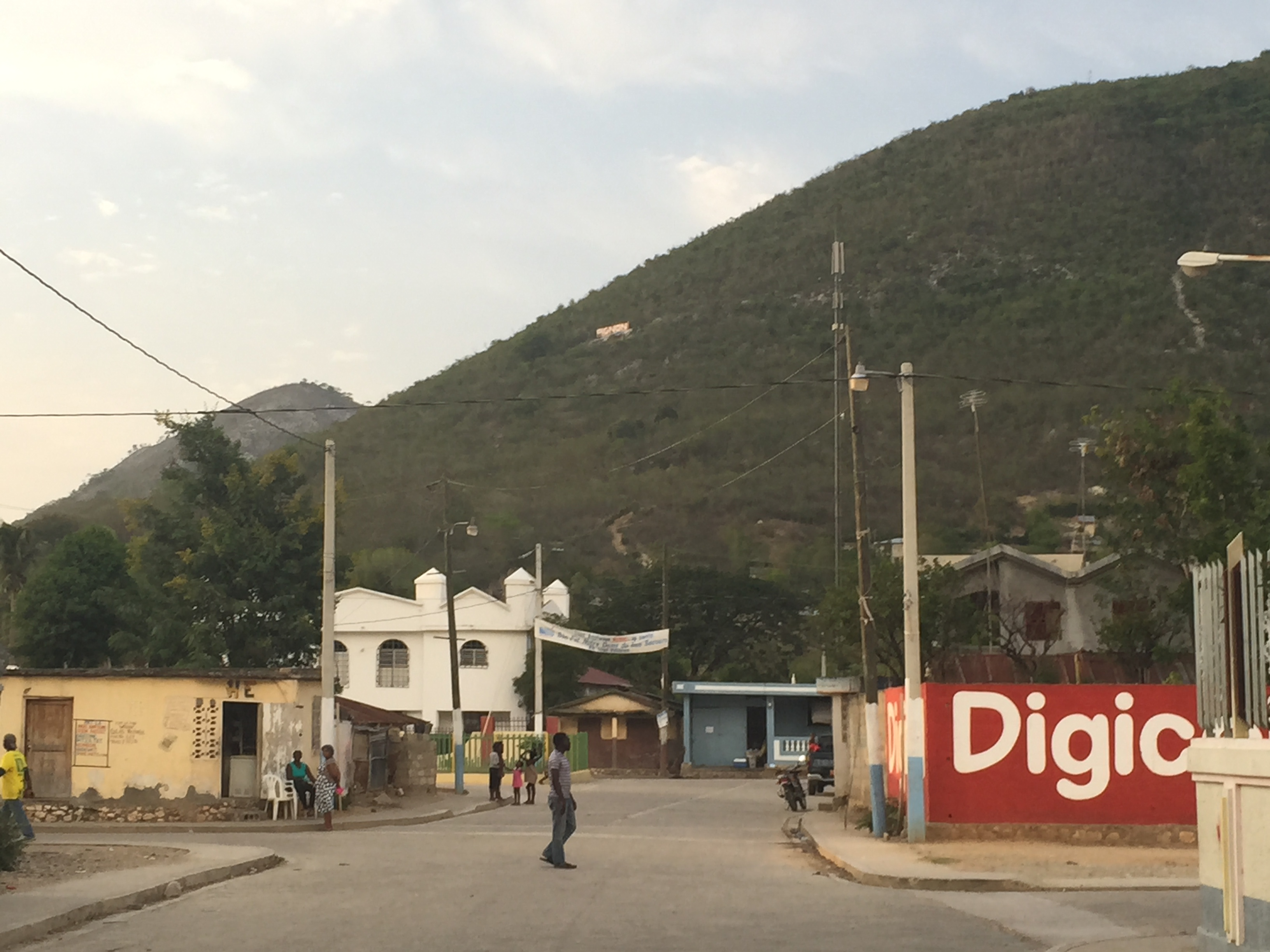
Landschaft bei der Gemeinde Pignon

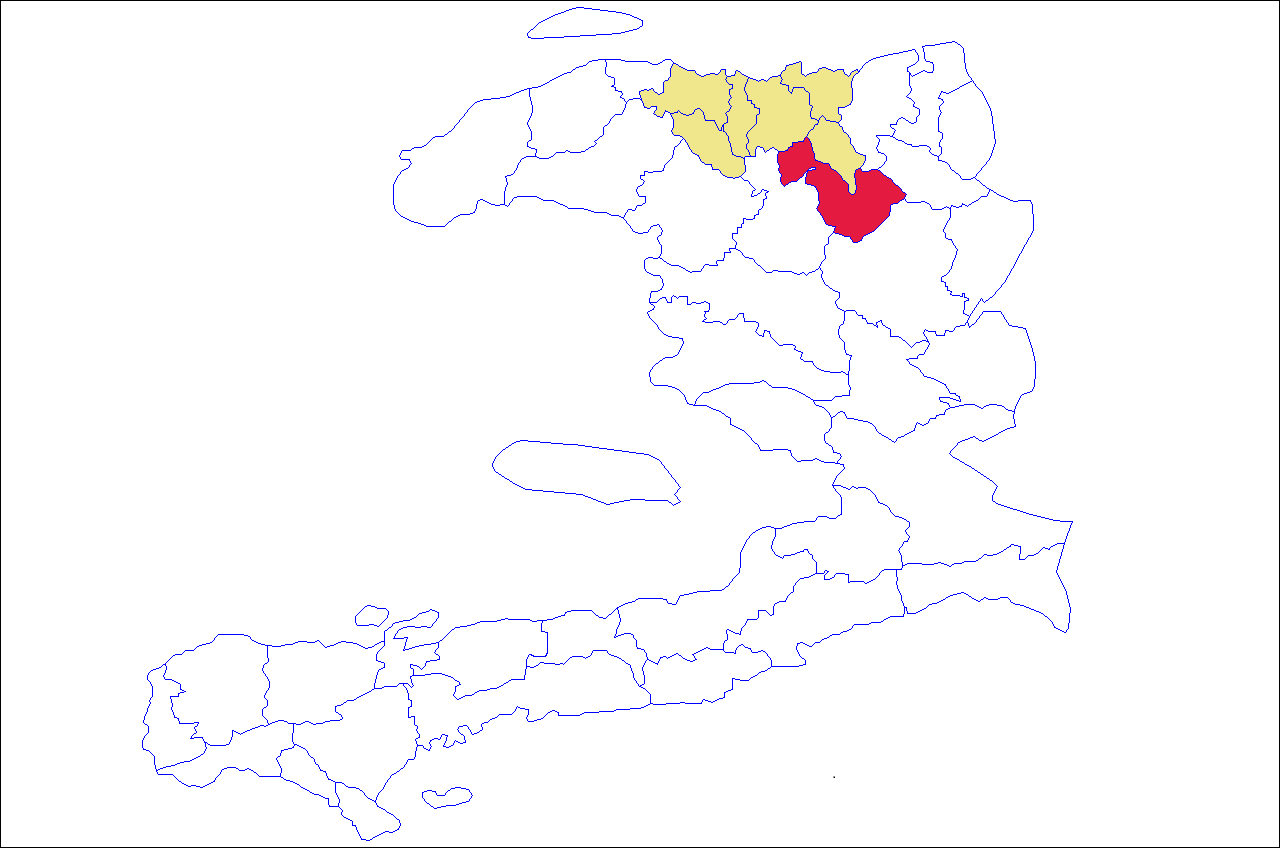
Lage des Arrondissements Saint-Raphaël in Haiti und im Département Nord (Haiti)

Das Arrondissement Saint-Raphaël (haitianisch-kreolisch: Sen Rafayèl) ist eine der sieben Verwaltungseinheiten des Départements Nord, Haiti. Hauptort ist die Stadt Saint-Raphaël.

## Lage und Beschreibung
Das Arrondissement liegt im Südosten des Départements Nord. Es grenzt im Norden an die Arrondissements Grande-Rivière-du-Nord und Limbé. Ferner benachbart sind im Osten das Arrondissement Vallières, im Süden das Arrondissement Hinche sowie im Westen das Arrondissement Marmelade.
In dem Arrondissement gibt es fünf Gemeinden:
- Saint-Raphaël (rund 54.000 Einwohner),
- Dondon (rund 34.000 Einwohner),
- Ranquitte (rund 27.000 Einwohner),
- Pignon (rund 43.000 Einwohner) und
- La Victoire (rund 10.000 Einwohner).

Das Arrondissement hat rund 170.000 Einwohner (Stand: 2015).
Die Route Nationale 3 (RN-3; Cap-Haitien – Hinche) verläuft durch das Arrondissement. Im Hauptort Saint-Raphaël zweigt die Route Départementale RD-307 nach Südwesten in Richtung Saint-Marc ab.